# 4216 Neunkirchen
För andra betydelser, se Neunkirchen.
4216 Neunkirchen eller 1988 AF5 är en asteroid i huvudbältet som upptäcktes den 14 januari 1988 av den belgiske astronomen Henri Debehogne vid La Silla-observatoriet. Den är uppkallad efter Neunkirchen i Österrike.
Asteroiden har en diameter på ungefär 2 kilometer.